# Église Saint-Martin de Louroux-Bourbonnais
L'église Saint-Martin est une église située sur la commune de Louroux-Bourbonnais, dans le département de l'Allier, en France.

## Historique
C'est une église romane construite à la fin du XIe siècle et au début du XIIe siècle.
Au XVIIIe siècle la sacristie est ajoutée.
L'édifice est inscrit au titre des monuments historiques le 21 octobre 1926.

## Description
La nef, rectangulaire à quatre travées, est orientée à l'ouest. La flèche en pierre a été détruite en 1804 par la foudre ; elle est remplacée par une charpente en bois.

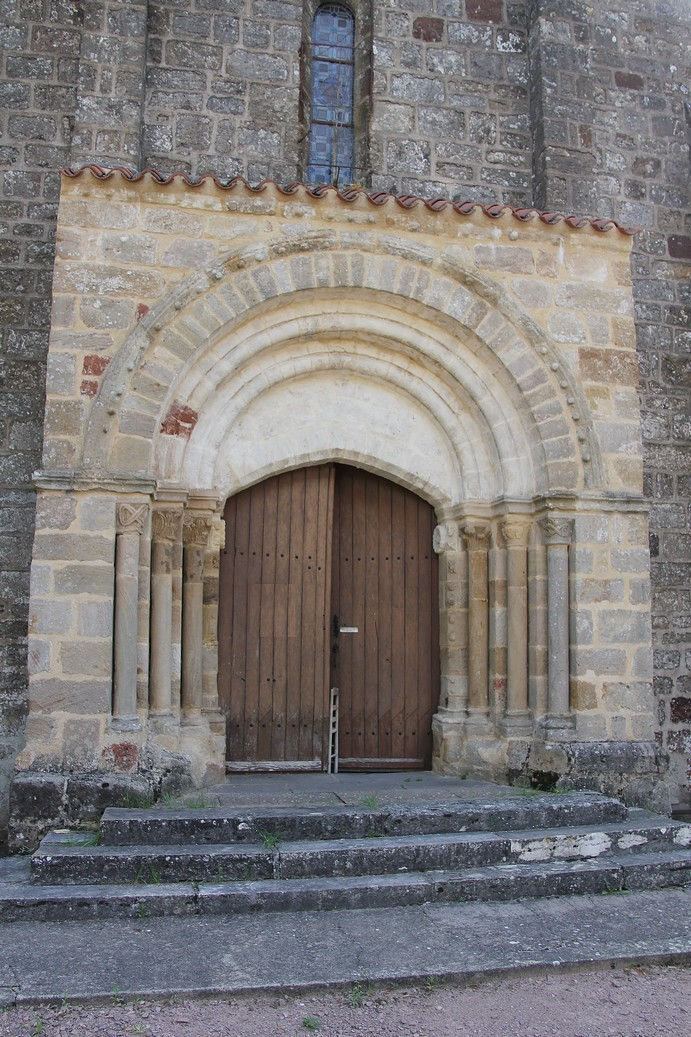
Portail ouest.
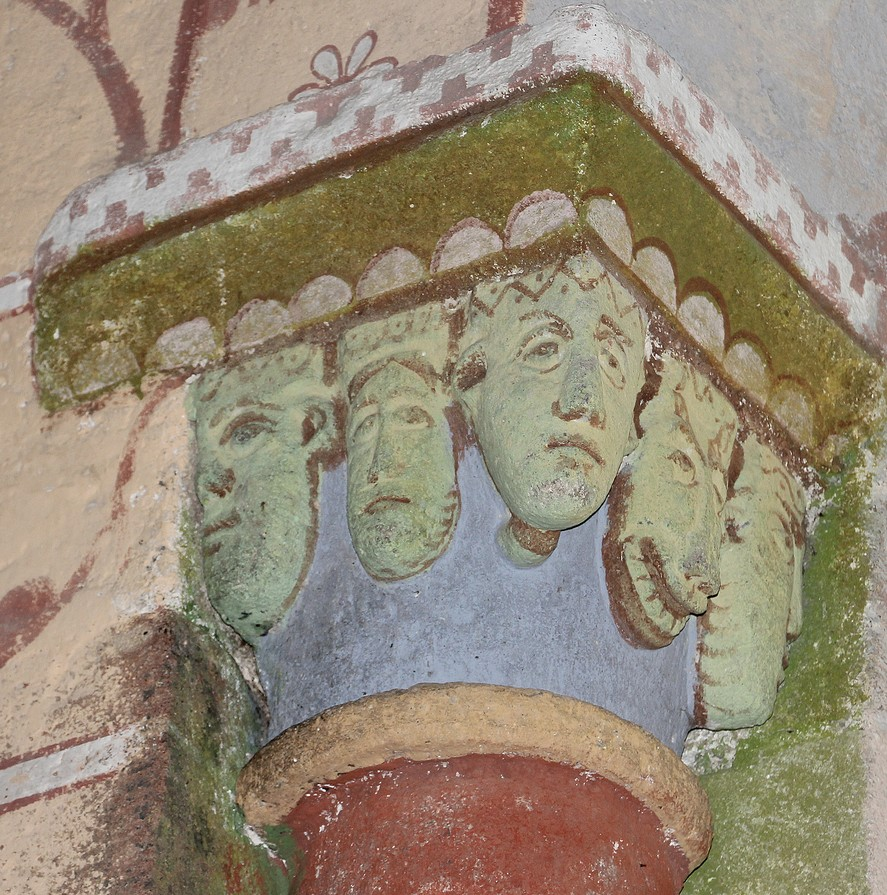
Chapiteau polychrome.
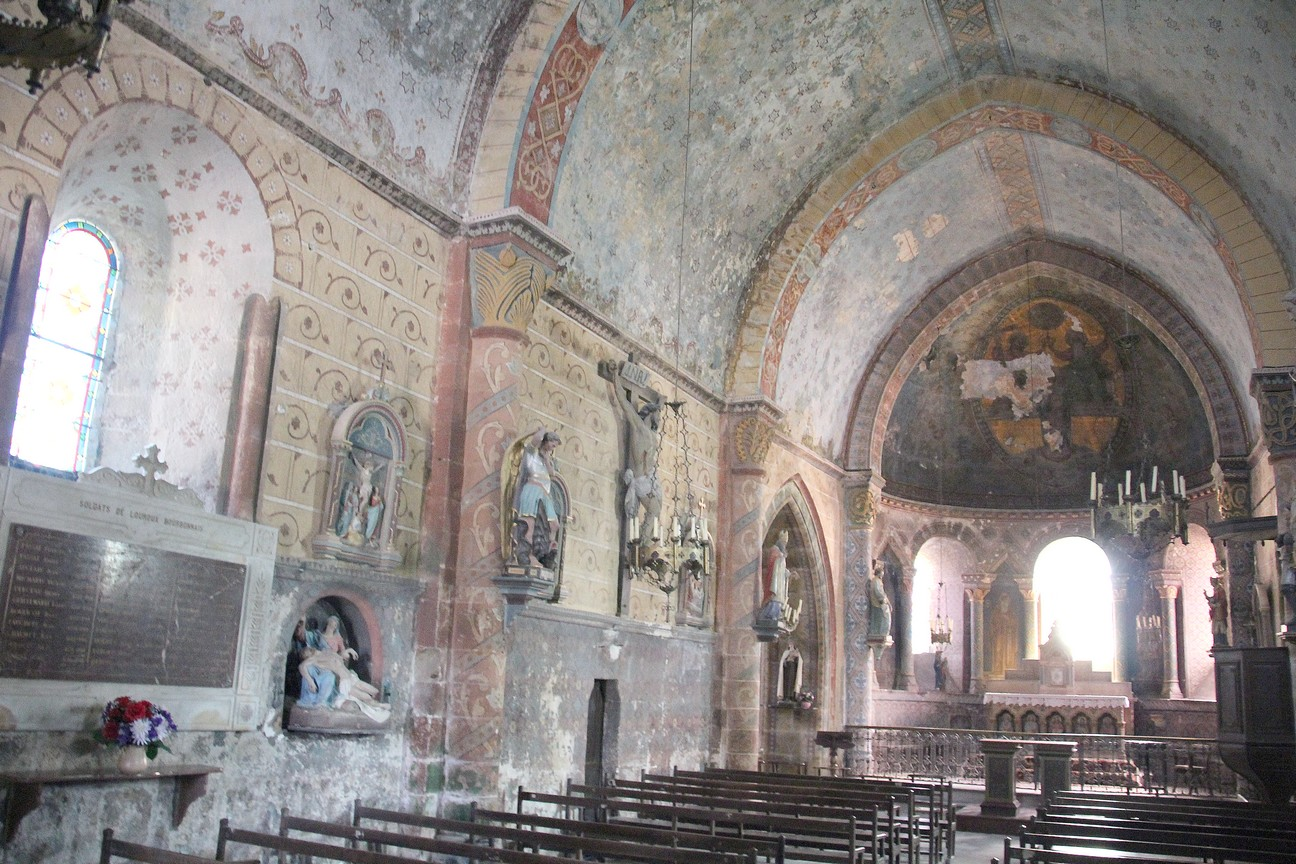
Intérieur de la nef.